# Protestes iranianes de 2017-2018
Les protestes iranianes del 2017 (en persa: تظاهرات ۱۳۹۶ ایران) són una sèrie de protestes que van sorgir a l'Iran el 28 de desembre de 2017. Les manifestacions van ser iniciades per milers de persones que van sortir als carrers a tot Iran, incloent a Mashad, la segona ciutat més poblada. A Teheran, la capital, les protestes van agrupar centenars de persones. També hi va haver protestes a Nixapur, Kerman, Kermansah, Raixt, Esfahan, Bandar Abbas, entre moltes d'altres. Aquestes són les majors protestes a l'Iran des de les protestes presidencials iranianes de 2009.
Les protestes van esclatar inicialment per problemes econòmics, principalment per l'elevat preu d'alguns productes, així com per l'increment de casos de corrupció, però van virar ràpidament cap a protestes contra el govern i l'Aiatol·là Khamenei, líder suprem de l'Iran.
Segons al-Monitor, les protestes són lluny de les grans mobilitzacions de 2009, essent molt més descentralitzades (sense grans manifestacions a la capital) i amb menys participació.

## Antecedents
Les protestes iniciades a finals de desembre de 2017 a Mashad i a desenes de ciutats i poblacions més arreu del territori iranià, tenien com a component de queixa principal la mala situació econòmica al país i és per això que, les primeres manifestacions eren encapçalades per la classe treballadora i les classes més humils de la societat, exigint millores.
Economia
Després de l'acrod nuclear entre Estats Units i l'Iran, el desgel de les relacions al llarg de 2017 i la reducció de les sancions econòmiques, el president Hasan Rohani augurava una bonança econòmica que no va acabar d'arribar. La inflació es va mantenir en un 10% anual, l'atur va seguir creixent i els preus d'alguns aliments bàsics va arribar a quadruplicar-se.
Corrupció
La corrupció a l'Iran, s'afegia als problemes econòmics. Segons al-monitor, es calculava que aproximadament un 15% del PIB iranià estava en mans, directament, de l'elit clerical del país i de la Guàrdia Revolucionària. Altres estudis, com el realitzat per Forbes, assenyalava que indirectament fins al 50% del PIB estava en mans directament o indirecta de l'ayatolà, l'elit clerical o la Guàrdia Revolucionària.
Política interna
L'any 2009 el partit conservador va perdre les eleccions presidencials davant sectors més reformistes encapçalats per Ahmadineyad. Les protestes inicialment van començar en un feu històricament conservador a l'Iran, que no veia amb bons ulls l'acord nuclear amb els Estats Units i, segons alguns experts, aquests van aprofitar el malestar econòmic per desestabilitzar el govern. Pel que fa a l'electorat reformista, aquest seguia essent exigent amb les promeses de creixement econòmic i reformes polítiques.
Per altra banda, les diferents reformes econòmiques que el govern intentava dur a terme xocaven amb el poder de la Guàrdia Revolucionària sobre l'economia, que no va acceptar-ne moltes d'elles.
Política exterior
La pugna regional per aconseguir poder a l'Orient Pròxim ha portat a la participació de la República Islàmica (Iran) a confrontar el seu principal enemic regional, l'Aràbia Saudita, en les dues principals guerres de la dècada: la guerra civil siriana i la guerra civil iemenita. Ambdues, juntament amb els conflictes a Palestina, amb l'històric recolzament iranià a Hamàs i d'altres grups palestins; al Líban, amb Hesbol·là com la principal aliada; i a l'Iraq, amb milícies xiites participant de la mà del govern iraquià en la lluita contra Estat Islàmic, han portat a l'Iran a tenir una despesa molt elevada a l'exterior.

## Protestes contràries al govern
28 de desembre

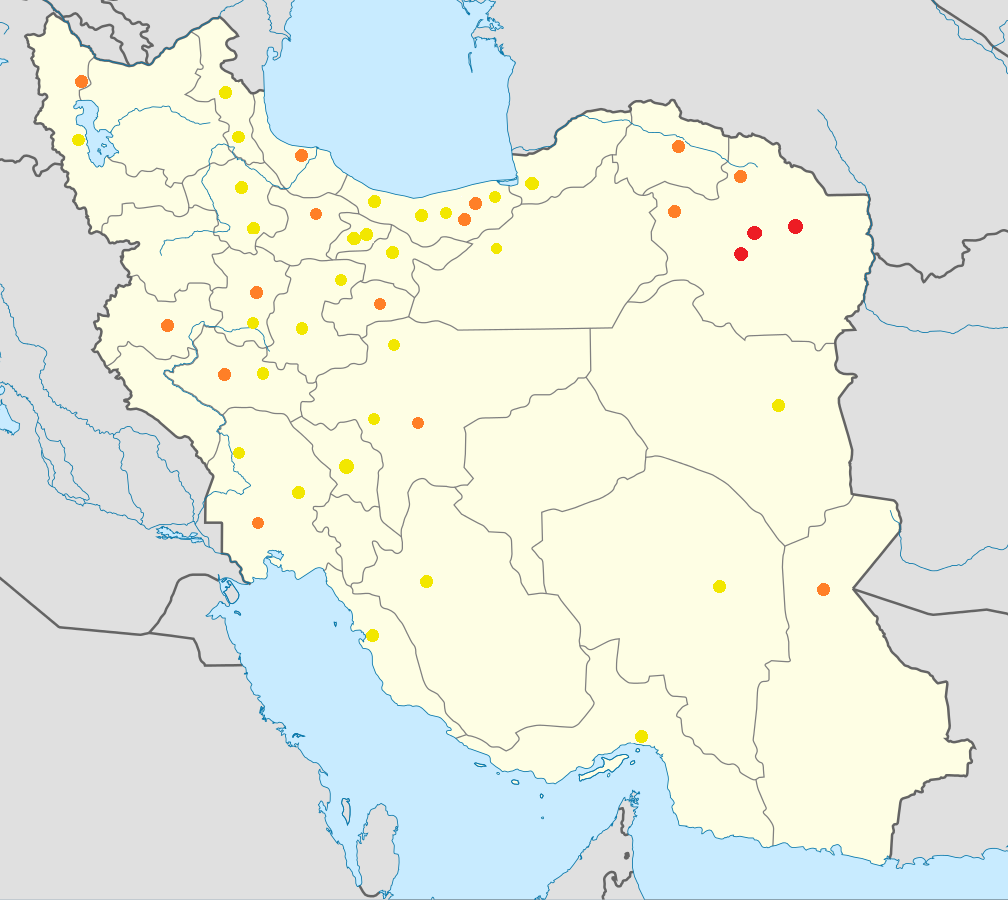
Protestes a l'Iran:
Vermell: 28 de desembre
Tronja: 29 de desembre
Groc: 30 de desembre

Les protestes van començar el 28 de desembre de 2017 amb milers de persones protestant per tot Iran, incloent a Mashad, la segona ciutat més poblada, així com una protesta de centenars de persones a la capital, Teheran. També hi va haver protestes a Neyshabour, Kashmar, Yazd i Shahroud. Les protestes van ser, suposadament, organitzades mitjançant aplicacions de missatgeria i les xarxes socials per protestar contra els problemes econòmics. Durant les protestes, però, es van escoltar lemes com "No volem una República Islàmica!" o càntics demanant la "mort de Rouhani" o "mort al dictador".
29 de desembre
Les manifestacions van continuar durant el divendres 29 i es van estendre a diverses ciutats com Rasht, Esfahan, Ahvaz, Qom, Sari, Zahedan o Qazvin. Un petit nombre de persones van ser detingudes a Teheran.
30 de desembre
El 30 de desembre, les protestes van augmentar i van començar enfrontaments entre manifestants i forces de seguretat, amb el resultat de tres morts i diversos ferits per la Guàrdia Revolucionaria iraniana a Dorud (Lorestan, Iran), durant les protestes nocturnes, segons Al Arabiya. El govern de Lorestan va emetre una declaració pública en què assegurava que "les forces militars, policials i de seguretat no havien disparat bales al poble i que estaven destinades a posar fi a les protestes sense violència", i va afegir que "la presència de grups takfiri entre els manifestants dirigits per serveis d'intel·ligència d'estrangers van causar dues morts i tres ferits".
Tanmateix, els enfrontaments es van estendre a Teheran, on estudiants de la Universitat de Teheran van cantar eslògans antigovernamentals abans de ser dispersats per la policia antiavalots.
L'accés a internet també va ésser restringit en algunes zones del país, incloent moltes àrees de Teheran.
Segons fonts governamentals, unes 1.200 "contramanifestacions" en recolzament al govern van realitzar-se a tot el país.
31 de desembre
El mitjà Veu d'Amèrica persa va identificar les persones mortes com Hamzeh Lashni i Hossein Reshno després que un periodista parlés amb les famílies de les víctimes.
Les protestes antigovernamentals van continuar durant el matí amb manifestacions disperses a Teheran i a Evin on algunes famílies de manifestants arrestats es van reunir a les portes de la presó. Es calcula que unes 200 persones van ser arrestades a Teheran.
El president iranià Hassan Rouhani, en les seves primeres paraules, va dir que la gent "té dret a protestar, però la violència, el vandalisme i les consignes polítiques que criden a la confrontació s'han d'evitar, ja que només agreugen les condicions del poble".
Segons els mitjans estatals de l'Iran, alguns manifestants armats van intentar prendre el control de les estacions policials i les bases militars, però van ser aturats per les forces de seguretat. Els mateixos mitjans van confirmar la mort de 10 persones durant l'assalt de diumenge a la nit.
1-2 de gener
Les protestes van continuar el dilluns a Teheran i altres ciutats de tot el país. Els mitjans estatals van informar que un membre de les seves forces de seguretat va morir i durant les protestes.
Els enfrontaments durant la nit entre manifestants i forces de seguretat causar la mort a nou persones. La televisió estatal va informar que sis d'aquestes es van produir després que els revoltats intentessin atacar una caserna policial a Qahdarijan amb la intenció de robar-hi armes. A més, un nen de 11 anys i un home de 20 van morir a la ciutat de Khomeinishahr, i un membre de la Guàrdia Revolucionària va morir a Najafabad. Tots tres van morir per trets de fusells de caça. Es calculava que des de l'inici de les protestes, van ser arrestades fins a 450 persones.

## Protestes a favor del govern
30 de desembre

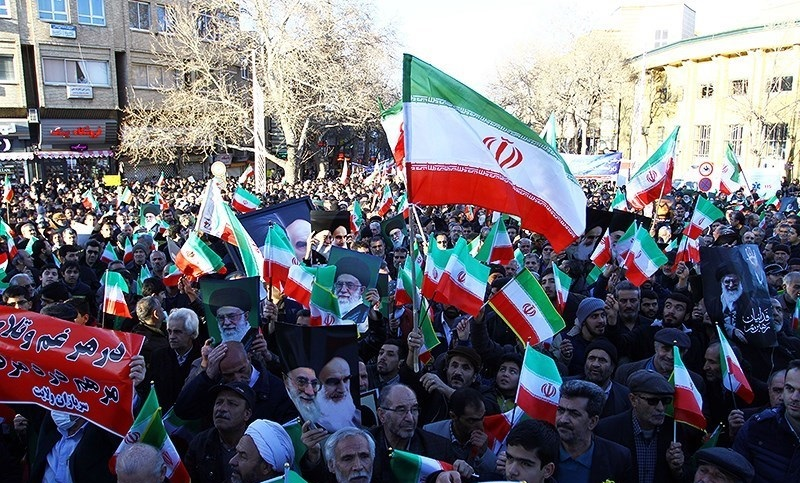
Simpatitzants del govern a Qom el 3 de gener

Les protestes van coincidir amb les manifestacions massives anuals en suport del govern. Segons Associated Press, les concentracions van tenir una importància "important" després de les protestes econòmiques contràries al govern. Segons la BBC, milers de persones en diverses ciutats de tot el país, sortien als carrers en recolzament al govern.
3 de gener
El 3 de gener de 2018 desenes de milers de persones van sortir esporàdicament als carrer després que el comandant en cap dels Guardians de la Revolució, Mohammad Ali Jafari, va anunciar la fi dels "actes sediciosos" a l'Iran. Segons els mitjans locals, els manifestants pro règim van sortir al carrer de forma espontània, sense demanar cap permís ni estar organitzats.

## Baixes
- Del 28 de desembre al 31 de desembre, un total de 12 manifestants van morir en enfrontaments amb les forces de seguretat.[21]
- L'1 de gener, els mitjans estatals van informar de la mort d'un membre de les forces de seguretat després d'haver estat disparat amb un rifle de caça a Teheran.[23]
- El 2 de gener, un total de 21 manifestants es calculaven morts després d'una incursió fallida en una estació de policia, en que van morir sis manifestants armats.[24]

## Cobertura mediàtica, censura i reaccions

### Mitjans independents
Segons al-Monitor, les protestes són lluny de les grans mobilitzacions de 2009, essent molt més descentralitzades (sense cap manifestació a Teheran, la capital) i amb menys participació. No obstant això, afegeix, no s'hauria de menystenir l'impacte que puguin causar.

### Govern iranià, aliats i mitjans afins
Els mitjans estatals de l'Iran van cobrir les declaracions d'Hassan Rouhani sobre les protestes on va afirmar que "la gent té dret a criticar i manifestar-se", afegint, també, però, que les autoritats no tolerarien cap comportament antisocial que fos "violent i destructor de propietats públiques".
El Ministeri de Relacions Estrangeres de Rússia va declarar que es tractava d'un problema intern de l'Iran, i demanava que no desencadenés en un escenari de violència ni amb cap intervenció estrangera per a desestabilitzar el país.
Segons l'analista política George Zade, el tractament internacional "està essent semblant al realitzat a Líbia o Egipte durant les primaveres àrabs, on manifestacions contra el govern van acabar amb la creació de grups armats finançats per Estats Units i els seus aliats per enderrocar el govern", tot assenyalant els missatges de recolzament emesos per Donald Trump a les xarxes socials.
Reaccions
 Rússia, el ministre d'Afers Exteriors, Serguei Lavrov, va declarar les manifestacions a l'Iran eren un assumpte intern de la nació i esperava que la crisi evolucionés sense cap vessament de sang ni violència. També va mostrar preocupació davant la possible ingerència estrangera que podia desestabilitzar la situació.
 Turquia: el ministre d'Afers Exteriors, Mevlüt Çavuşoğlu, va afirmar que era necessari evitar la violència i no sucumbir en provocacions, davant els informes de persones mortes i els atacs a edificis públics. També va subratllar que calia evitar intervencions estrangeres. Recep Tayyip Erdoğan, el president de Turquia, va condemnar als Estats Units i Israel per la presumpta interferència en el conflicte.

### Governs i mitjans rivals
Elliott Abrams, en un article titulat "The Iran Protest and The New York Times", va criticar el 29 de desembre de 2017 a The New York Times el que considerava una cobertura enganyosa de les protestes de l'Iran, reduint-les només a l'esfera econòmica. Segons ell, a jutjar per les consignes, la dimensió política de les manifestacions també és significativa.
Reaccions
 Europa: Després de gairebé una setmana de silenci, la cap de política exterior de la Unió Europea, Federica Mogherini, va demanar la moderació.
 Estats Units: El president dels Estats Units, Donald Trump, va publicar una sèrie de comentaris en el seu compte de Twitter a finals de desembre donant suport a les protestes explícitament. Per altra banda, Nikki Haley, actual ambaixadora estatunidenca a les Nacions Unides, va criticar la resposta del govern iranià a les protestes i va expressar el seu suport als manifestants el 2 de gener. Finalment, Rex Tillerson va dir en una entrevista del 5 de gener que recolzaven el poble iranià en la lluita per millorar la qualitat de vida i augmentar les seves llibertats.
 Israel: el primer ministre Benjamin Netanyahu va elogiar als manifestants com a herois en la seva "noble recerca de la llibertat" i va desmarcar-se de les acusacions d'intervensió de l'estat d'Israel en el conflicte.
 Regne Unit: El secretari d'Estat d'Afers Exteriors i de la Commonwealth, Boris Johnson, va comentar que veien amb preocupació els esdeveniments i va subratllar el dret dels ciutadans a manifestacions pacífiques.
 França: el president francès, Emmanuel Macron, va criticar als Estats Units i als seus aliats de l'Orient Mitjà per donar un gran suport als manifestants el 3 de gener, afirmant que "la línia oficial dels Estats Units, Israel i Aràbia Saudita, que són els nostres aliats de moltes maneres, ens portaria a la guerra".

### Censura
En algunes regions, els proveïdors de serveis d'Internet de l'Iran, que pertanyen directament o estan estretament lligats a la Guàrdia Revolucionària Iraniana, van bloquejar l'accés a Internet en diverses ciutats.
Segons OpenDNS, l'1 de gener de 2018 el tràfic d'Internet a l'Iran va caure prop del 50%. Mentrestant, el nombre d'iranians que feien ús de TOR s'havia incrementat significativament durant les protestes.
El 30 de desembre, el govern iranià va demanar el tancament d'un canal de Telegram operat per Roohollah Zam, on es demanava l'ús d'explosius artesanals contra les forces de seguretat. La petició va ser acceptada per Telegram, i el seu president executiu, Pavel Durov, va ser durament críticat per complir amb la sol·licitud. El canal es va restablir l'endemà després que l'administrador del grup que va animar a utilitzar la violència fos donat de baixa. El 31 de desembre el govern iranià va bloquejar l'accés a Telegram després que l'empresa es negués a tancar un altre canal.